# ۱۳۷۹ (میلادی)
۱۳۷۹ (میلادی) هزار و سیصد و هفتاد و نهمین سال تقویم میلادی است.

## درگذشتگان
‎